# Dorothea Jameson
Pour les articles homonymes, voir Jameson.
Dorothea Jameson (16 novembre 1920 - 12 avril 1998) est une psychologue cognitive américaine qui contribue grandement au domaine de la couleur et de la vision.

## Biographie
Dorothea Jameson naît à Newton, dans le Massachusetts et étudie au Wellesley College. Elle choisit la psychologie comme matière principale dès sa première année parce qu'elle est « intriguée par le fait que les étudiants de première année ont besoin d'une permission spéciale pour s'inscrire ». Elle obtient son diplôme en 1942. Alors qu'elle est à Welleseley, elle se porte volontaire comme assistante de recherche à Harvard, où elle rencontre son futur mari, Leo Hurvich. Ils se marient en 1948.
Elle est ensuite nommée professeure titulaire à l'université de Pennsylvanie en 1972 et reçoit des diplômes honorifiques de l'université de Pennsylvanie en 1972 et de l'université d'État de New York en 1989.
Dorothea Jameson décède de façon inattendue le 12 avril 1998, des suites d'un cancer du poumon non diagnostiqué auparavant.

## Études de la vision
Alors qu'elle est encore étudiante à Wellesley, Dorothea Jameson travaille comme assistante de recherche à Harvard, où elle contribue à améliorer la précision des télémètres visuels utilisés pendant la Seconde Guerre mondiale. À cette époque, Ralph Evans, qui dirige alors la division du contrôle des couleurs chez Eastman Kodak, reconnait que la compréhension de la couleur — tant dans le monde tridimensionnel que dans les photographies — dépend essentiellement de la compréhension des processus perceptifs et recrute donc des chercheurs pour travailler sur la perception visuelle.
En 1957, Dorothea Jameson et son mari Hurvich fournissent des données quantitatives pour la théorie de la couleur du processus adverse de Hering. Il s'agit de la « méthode d'annulation de la teinte ». Les expériences d'annulation de teinte partent d'une couleur et tentent de déterminer quelle quantité de la couleur adverse d'un des composants de la couleur de départ doit être ajoutée pour éliminer tout soupçon de ce composant de la couleur de départ.
En 1982, Dorothea Jameson reçoit le prix Edgar D. Tillyer de The Optical Society pour ses contributions à la compréhension des processus visuels.

## Prix et distinctions
La Pr Jameson reçoit de nombreux prix et distinctions, parmi lesquels :
- La Médaille Warren de la Society of Experimental Psychologists en 1971[6]
- Le prix Distinguished Scientific Contribution Award de l'American Psychological Association en 1973[6]
- L'élection à la National Academy of Science en 1975[6]
- L'élection à l'American Academy of Arts and Science en 1976[7]
- Le prix Edgar D. Tillyer de The Optical Society pour ses contributions à la compréhension des processus visuels en 1982[5].